# Конгресс Гербового акта

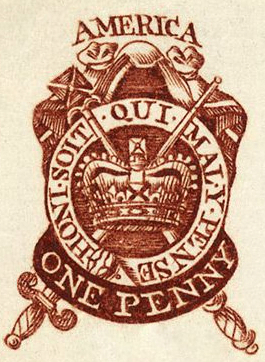
Однопенсовая печать. Подобные печати требовалось поместить на любую печатную продукцию в соответствии с Актом о Гербовом сборе.

Конгресс Гербового акта (англ. The Stamp Act Congress) — собрание представителей части британских колоний в Северной Америке, проводившееся в Нью-Йорке в период 7 — 25 октября 1765 года (также известен как Континентальный конгресс 1765 года). Первоначально был созван с целью разработать единый протест против новых британских налогов, в особенности — Гербового сбора, согласно которому колонистам вменялось использование исключительно специальной гербовой бумаги для нотариальных процессов, издания газет, календарей, печати игральных карт и т. д. Акт о Гербовом сборе должен был вступить в силу 1 ноября 1765 года.
Конгресс был созван в ответ на опубликование официального письма колониальным законодательным собранием провинции Массачусетс. На нём были представлены девять из восемнадцати британских колоний в Северной Америке (все девять входили в состав Тринадцати колоний).
Конгресс состоялся в широко известном здании Федерал-Холл. Параллельно с заседаниями Конгресса проходили масштабные акции протеста в колониях против вступления в силу Акта о Гербовом сборе. Основным итогом работы Конгресса стало издание «Декларации прав и причиненных несправедливостей», в котором делегаты заявили об отсутствии у английского парламента права введения налогов в колониях из-за отсутствия в нём представителей колоний («Нет налогам без представительства»). Кроме того, были подписаны петиции об отмене Акта в адрес короля Георга III и Парламента.
Созыв подобного Конгресса вызвал определённые опасения и споры о его легитимности, однако эти рассуждения были отодвинуты на второй план протестами британских предпринимателей, чья торговля страдала от протестных акций и бойкотирования английских товаров в колониях. Эти внутренние противоречия побудили британский парламент отменить Акт о Гербовом сборе. Одновременно с отменой этого Акта, впрочем, парламент издал Акт об Американских колониях, в котором отмел политические притязания колонистов и зафиксировал свое право вменять любые налоги по своему усмотрению — как на территории собственно Великобритании, так и на территории колоний.

## Предыстория

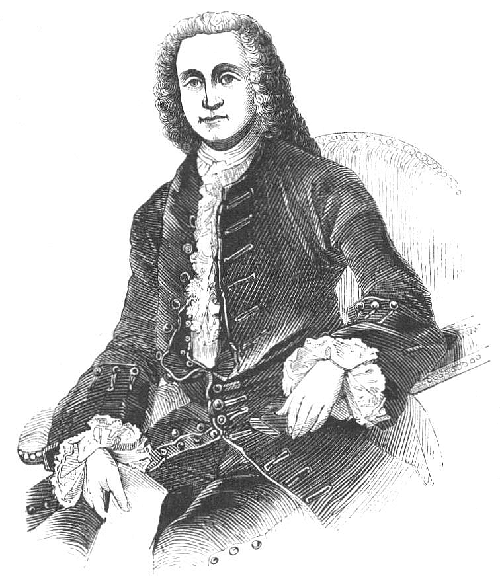
Джордж Гренвиль, премьер-министр Великобритании в 1763—1765 годах.

После Франко-Индейской войны британский Парламент активно искал способы повысить доходы от заморских колоний, так как расходы на размещение войск в них постоянно росли. Первым шагом Парламента стало введение Сахарного Акта и Валютного Акта в 1764 году, направленных на увеличение денежных платежей Короне за счёт ужесточения контроля над колониальной торговлей. Эти акты привели к протестам со стороны колониальных законодательных собраний, но, в то же время, помогли успешно обойти вопрос прямого налогообложения, вводя новые платежи в виде таможенных пошлин. Во время принятия Сахарного Акта британский премьер-министр Джордж Гренвиль заявил о возможной необходимости введения гербового сбора, что вызвало немедленную протестную реакцию со стороны колоний.
Актом о Гербовом сборе 1765 года Парламент впервые осуществил попытку введения прямого налогообложения в колониях. Согласно Акту, любая печатная продукция должна была быть отмечена гербовой печатью (приобретённой у государственных представителей) в знак того, что новый налог уплачен. Использование гербовой бумаги было обязательным для газет, книг, судебных документов, векселей, документов на землю, календарей, игральных костей и карт. Доходы от Гербового сбора были призваны финансировать различные нужды британской империи, включая и содержание войск в колониях, не прибегая к помощи местных законодательных собраний.
В 1766 году Бенджамин Франклин говорил: «Согласно гербовому акту, мы не должны торговать, обмениваться друг с другом имуществом, покупать, дарить, отдавать долги, не должны жениться и составлять завещания пока не заплатим такую-то и такую-то сумму; и всё это для того, чтобы отнять наши деньги или погубить нас последствиями отказа».
Акт о гербовом сборе затронул интересы всех слоёв населения, от докеров и матросов до юристов и коммерсантов. Это сразу же привело к народному протесту, который был сильнее всего на побережье, где его негативный эффект ощущался особенно сильно. Протестующие группировались вокруг лидеров, таких как Самуэль Адамс или Джеймс Отис. Колониальная администрация не препятствовала этим протестам, но старалась их регулировать. Ей была выгодна демонстрация недовольства, но она старалась не доводить ситуацию до крайностей.

## Созыв Конгресса

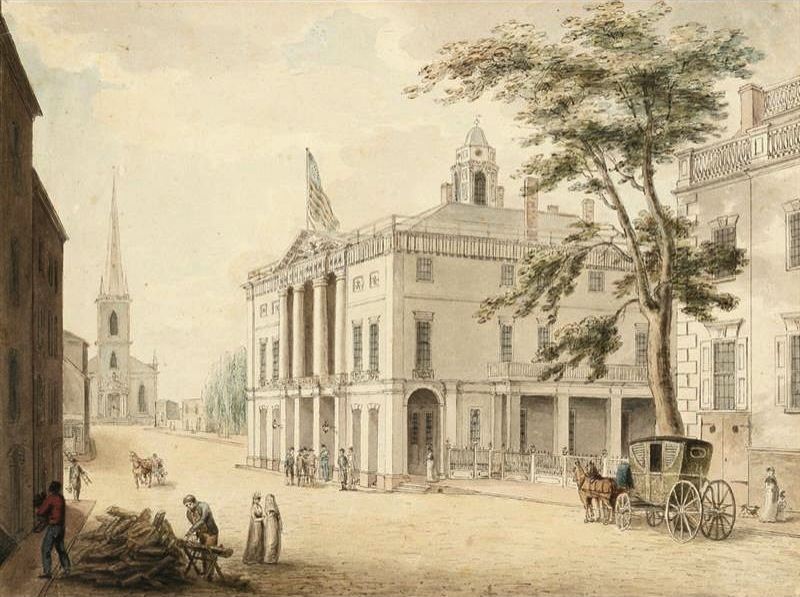
Федерал-Холл — место заседаний Конгресса.

В июне 1765 года Ассамблея Массачусетса направила официальное письмо в законодательные собрания «нескольких колоний континента» с призывом «совместно обсудить текущую ситуацию в колониях». В итоге на Конгрессе были представлены девять колоний: Массачусетс, Род-Айленд, Коннектикут, Нью-Йорк, Нью-Джерси, Пенсильвания, Делавэр, Мэриленд и Южная Каролина. Все представители колоний были членами законодательных собраний.
В некоторых случаях способы избрания делегатов — представителей колоний — были не вполне традиционными.
- В Делавэре, известном тогда как «три нижних графства», члены законодательного собрания провели неофициальное собрание в каждом из графств, по итогам каждого были избраны трое одних и тех же делегатов[10].
- Заседания законодательного собрания Нью-Йорка были отложены лейтенант-губернатором Колденом и его созыв для рассмотрения массачусетского письма был маловероятен. Комитет внешних сношений[англ.] законодательного собрания Нью-Йорка, состоящий, в основном, из представителей города Нью-Йорк, самостоятельно рассмотрел это письмо и, учитывая сложившиеся обстоятельства, принял на себя полномочия по представлению колонии на Конгрессе[11].
- Законодательное собрание Нью-Джерси ответило на призыв прислать делегатов вежливым отказом незадолго до закрытия сессии в конце июня. Однако, в конце сентября, после нарастания политического протеста против Акта о Гербовом сборе спикер Роберт Огден созвал внеочередное заседание (поскольку формально созвать полноценную сессию законодательного собрания мог только губернатор колонии), на котором были избраны три представителя. Созыв этого заседания вызвал недовольство губернатора Нью-Джерси Уильяма Франклина, но, помимо официального протеста, им не было предпринято никаких мер по этому поводу[12].
- Законодательное собрание Мэриленда, приостановившее работу из-за вспышки оспы в колонии, было созвано для рассмотрения массачусетского письма и избрания делегатов губернатором Горацием Шарпом только 23 сентября[13].

Отсутствие делегатов прочих колоний на Конгрессе объясняется различными причинами.
- Законодательные собрания Вирджинии и Джорджии были намеренно распущены губернаторами этих колоний[14].
- Нью-Хэмпшир, находившийся в тяжелом финансовом положении, изначально отказался от идеи отправки делегатов. К тому времени, когда часть членов законодательного собрания начала искать возможность пересмотра этого решения, сессия уже была официально закрыта, что дало губернатору Беннингу Вентворту возможность отказать в повторном созыве собрания[15].
- Заседания законодательного собрания Северной Каролины на тот момент уже были приостановлены губернатором Уильямом Трайоном. Впрочем, нет свидетельств о каких-либо запросах о возобновлении заседаний для избрания делегатов, несмотря на публичную полемику спикера Джона Эша по поводу Акта о Гербовом сборе[16].
- Новая Шотландия, включавшая тогда современные Остров Принца Эдуарда и Нью-Брансуик, отказалась отправлять делегатов несмотря на тесные экономические связи с Массачусетсом и значительное количество переселенцев из Новой Англии среди членов законодательного собрания. Находясь под сильным финансовым влиянием Англии, оно не рассматривало возможность протеста против Акта о Гербовом сборе как таковом[17].
- Колонии Квебек, Ньюфаундленд, Восточная и Западная Флорида на тот момент не имели собственных законодательных собраний и, соответственно, не были приглашены на Конгресс[18].

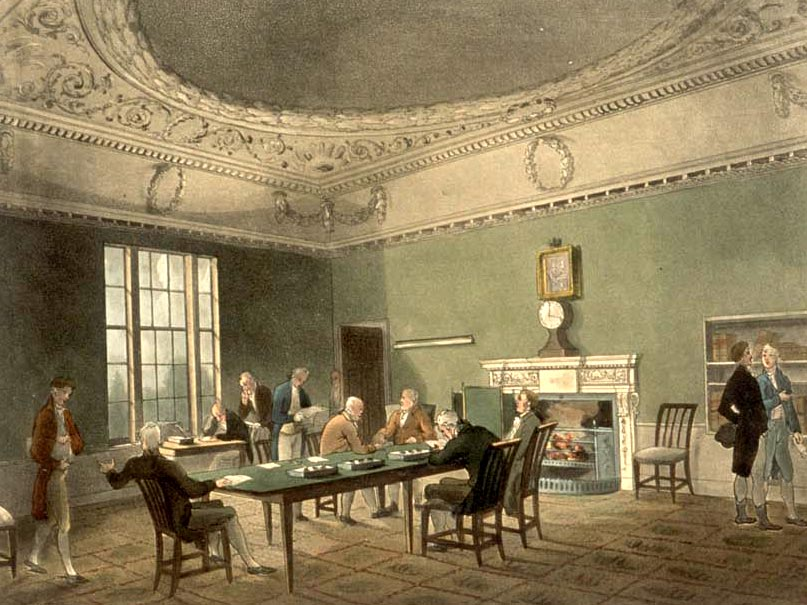
Лондонская Торговая палата

Известие о собирающемся Конгрессе, достигнув Лондона, вызвало тревогу британской Торговой палаты: её представители направили королю обращение, в котором заявили, что «это вопрос первостепенной важности для королевства Великобритания и может быть рассмотрен только Парламентом». Торговые представители также отмечали, что «по всей видимости, это первый случай созыва всеобщего конгресса представителей законодательных собраний колоний, организованного без дозволения Короны» и что они «видят в этом событии опаснейшую тенденцию». Вследствие затруднительной коммуникации между континентами информация о Конгрессе достигла британского Парламента слишком поздно: заседания Конгресса Гербового Акта уже начались.

## Заседания Конгресса

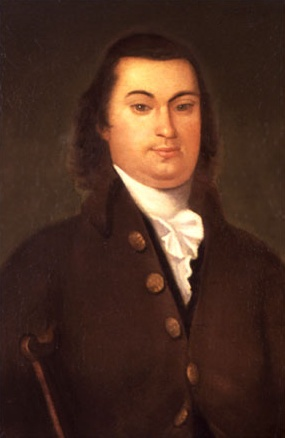
Роберт Ливингстон

Делегаты начали собираться в Нью-Йорке к концу сентября, и уже 30 сентября четыре делегации провели предварительное совещание, хотя доподлинно неизвестно, что было предметом этого совещания. Первое заседание Конгресса состоялось 7 октября в нью-йоркской ратуше, известной теперь как Федерал-холл. Тогда же состоялось избрание председателем Конгресса Тимоти Рагглса — консервативного делегата из Массачусетса (считается, что избрание Рагглса делегатом от Массачусетса было спланировано губернатором Френсисом Бернардом из соображения, что его консервативные взгляды могут повлиять на прочих членов Конгресса). На втором месте по количеству голосов оказался Джеймс Отис, который, по описанию Джона Адамса, был «душой собрания». По всей видимости, своим избранием на должность председателя Тимоти Рагглс отчасти обязан мнению, что Джеймс Отис — известный популист с радикальными взглядами — может сослужить дурную службу репутации Конгресса в целом. Джон Коттон, заместитель секретаря Верховного Суда Массачусетса, командированный сопровождать делегацию и вести официальные записи, был избран секретарем и протоколистом Конгресса.
Заседания Конгресса Гербового сбора проходили за закрытыми дверями, впрочем, часть обсуждений и переговоров могли вестись и в вечернее время в кофейнях и других заведениях. Лейтенант-губернатор Колден, потерпев неудачу в предотвращении сбора Конгресса, назвал его «незаконным сборищем», заметив, что «Под какими бы официальными причинами они не собирались, их реальные цели могут быть опасными». Делегаты, тем временем, старались подчеркивать свою верность Короне. Представитель Нью-Йорка Роберт Ливингстон писал, что сама идея Конгресса родилась для обеспечения единства Британской империи: «Если бы моим желанием было увидеть Америку независимой, я должен был бы приветствовать введение гербового сбора — как самого эффективного способа добиться этого».
Сохранилось не много сведений о прениях в Конгрессе. Официальный протокол содержал, по-видимому намеренно, только основные записи о принятых решениях, и никто из присутствовавших делегатов не вел собственных записей. Вследствие этого сведения о заседаниях Конгресса носят фрагментарный характер и, в основном, базируются на личных письмах и публикациях современников. Кроме избрания должностных лиц, на первом заседании были рассмотрены верительные грамоты делегатов: несмотря на упомянутые выше не совсем традиционные методы избрания некоторых из них, все представители колоний были приняты в состав Конгресса. Также был рассмотрен вопрос формата голосования — в итоге делегаты согласились на то, что каждая делегация (и каждая колония, соответственно) будет иметь один голос в Конгрессе.

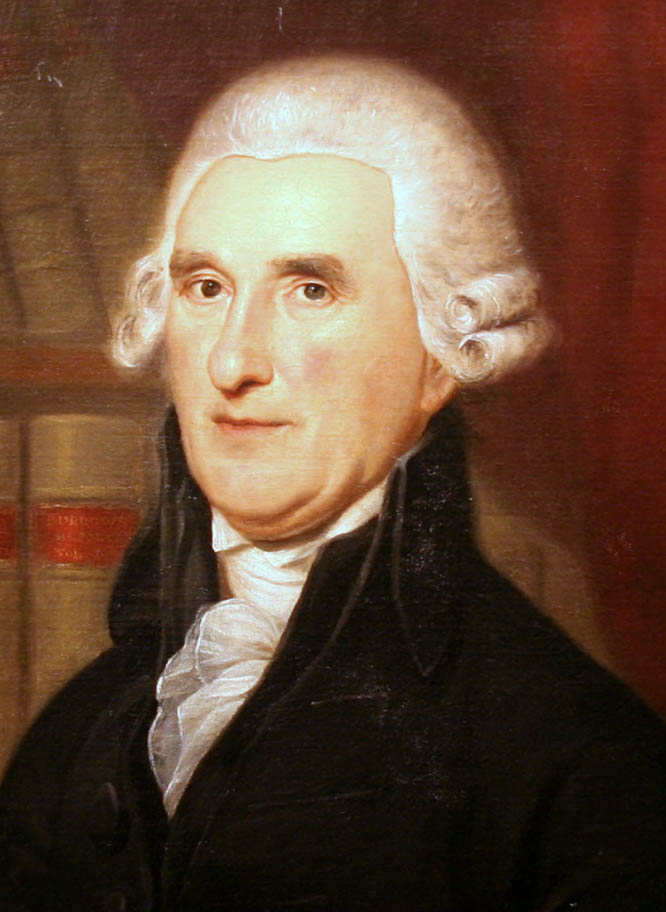
Томас Маккин

Предметом первых существенных обсуждений стали вопросы, связанные с Актом о Гербовом сборе и Сахарном Акте. Делегаты потратили немало времени, дискутируя о принципиальном отличии между прямым («внутренним») налогообложением и торговыми пошлинами («внешним» налогообложением), а также пытаясь найти законное обоснование тезиса, что только колониальные законодательные собрания имеют право вводить «внутренние» налоги. Ещё на ранних этапах обсуждения делегаты решили составить некую декларацию прав, которая бы легла в основу будущих петиций Конгресса в адрес Парламента и короля. Представитель колонии Делавэр Сизар Родни отмечал, что составление подобной декларации из-за желания соблюсти баланс между правами колонистов, королевской властью и признанными полномочиями Парламента.
19 октября делегаты приняли «Декларацию прав и причинённых несправедливостей», изначально предназначенную, в основном, для внутренней политической дискуссии. На протяжении нескольких последующих дней отдельные комиссии, сформированные Конгрессом, занимались составлением трех документов: обращения к королю, меморандума в Палату лордов и петиции в Палату общин. Документы были приняты после обсуждения и чтений делегатами Конгресса 22 и 23 октября. Однако, 24 октября возникли сложности с подписанием документов. Представители Коннектикута и Южной Каролины отказались подписывать их, ссылаясь на то, что их первоначальные инструкции прямо запрещали им брать на себя подобную ответственность. Делегаты Нью-Йорка также отказались подписывать обращения, ссылаясь на то, что формально они не были избраны в своей колонии. Представители Нью-Джерси (Роберт Огден) и Массачусетса (Тимоти Рагглс) не только отказались подписать документ, но и начали ожесточенные прения по этому поводу. Председатель Конгресса Тимоти Рагглс в итоге предложил отправить разработанные документы в законодательные собрания колоний, чтобы они были подписаны там, а не делегатами Конгресса. Его коллега Джеймс Отис, впрочем, указал на то что законодательное собрание Массачусетса дало им право подписывать любые совместно принятые документы, и что предложение Рагглса подрывает цель созыва этого Конгресса — создание единого политического фронта колоний.
В итоге, представители шести колоний подписали разработанные документы, хотя Тимоти Рагглс и Роберт Огден стояли на своем и отказались от подписи. Впоследствии им обоим пришлось отвечать перед собственными законодательными собраниями за свои действия. В свою защиту Рагглс утверждал, что был против некоторых существенных положений этих документов, в то время как Огден настаивал на том, что, по его мнению, петиции от каждого законодательного собрания по отдельности были бы более эффективны, чем одна общая. В последнем случае, по всей видимости, это было слабой позицией защиты, так как Парламент уже неоднократно игнорировал подобные петиции. Кроме того, между Тимоти Рагглсом и Томасом Маккином возникла ссора по поводу подписания документа — настолько серьёзная, что Рагглс вызвал своего оппонента на дуэль. Дуэль, впрочем, не состоялась, поскольку Рагглс покинул Нью-Йорк на рассвете следующего дня. 25 октября, на очередном заседании Конгресса, все документы были подписаны, отданы распоряжения о пересылке их в Англию и отправке копий в колонии, не представленные на Конгрессе.

## Декларация и петиции
«Декларация прав и причиненных несправедливостей» содержала 14 статей. Первые шесть составили основу документа, подчеркивая лояльность колонистов короне. Кроме того, в них отстаивались права колонистов как англичан и свободных людей — в частности, что только их представители могут вводить налоги на территории колоний. Это утверждение позволяло говорить о том, что Парламент, не имея в своем составе представителей колоний, не может вводить налогов. Седьмая статья утверждала право колонистов, в соответствии с уже указанным законодательством самой Англии, на суд присяжных. Остальные статьи содержали протест против неконституционного, по мнению Конгресса, Акта о Гербовом сборе, перечисление экономических последствий этого Акта, а именно: сокращение объёмов торговли и прямой ущерб английским производителям; а также заявление о праве колоний обращаться с петициями к короне и Парламенту.
Петиции, направленные королю и Палате лордов, были составлены в лестной манере, и мягко намекали на то, что колонисты выражают надежду на сохранение своих прав как подданных Великобритании. В обращении к Палате лордов особо отмечалась «полное подчинение высшему правительственному органу — Парламенту Великобритании». Меморандум, отправленный Конгрессом в Палату общин, напротив, содержал подробное и пространное описание экономических последствий Акта о Гербовом сборе и требование отменить парламентские акты о создании «морского суда» в Галифаксе. Впрочем, этот меморандум также подчеркивал признание верховенства Парламента.
Действия Конгресса казались британским политикам излишне радикальными, хотя в реальности делегаты были настроены более мирно и терпимо, чем протестующие в портовых городах Америки.

## Реакция

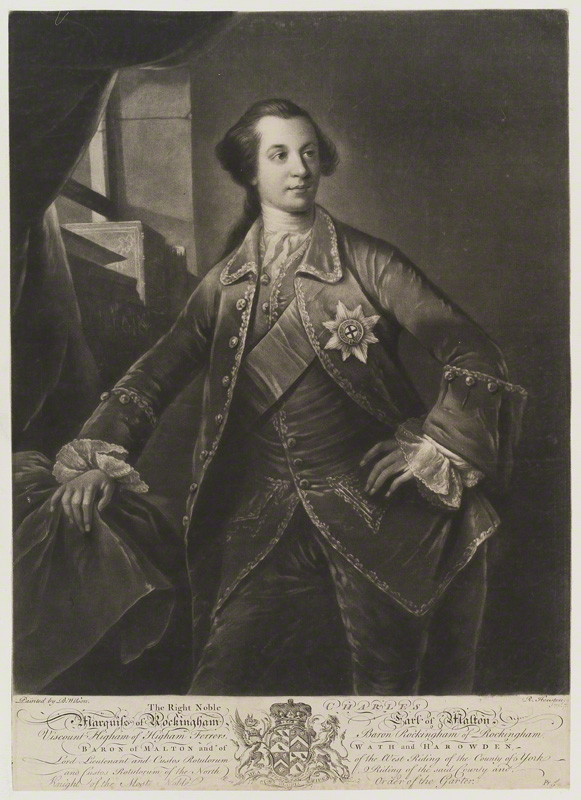
Чарльз Уотсон-Уэнтворт, 2-й маркиз Рокингем, премьер-министр Великобритании (1765—1766)

Изданные Конгрессом документы покинули Нью-Йорк на двух судах. Одно из них прибыло в колонию во время работы Конгресса с грузом гербовой бумаги. Лорд Дартмут, член британского правительства, отклонил петицию к Палате лордов, посчитав документ несоответствующим требуемой форме. Палата общин также отклонила рассмотрение меморандума, сославшись на ряд причин: документ был составлен незаконным собранием, в нём подвергались сомнению полномочия Парламента, а также принятие документа само по себе создало бы прецедент признания Конгресса легитимным. Несмотря на эти события, внутриполитическая ситуация в самой Великобритании сыграла на руку американскому Конгрессу. Кабинет министров Великобритании, во главе с маркизом Рокингемом, в надежде укрепить свои политические позиции сделал ставку на крупных английских торговцев, чьи интересы страдали от введения Акта о Гербовом сборе. В результате, Акт о Гербовом сборе был отменён 18 марта 1766 года под влиянием их протестов.
Отмена акта была воспринята в колониях как крупная политическая победа, которая подтвердила обоснованность позиции тех, кто считал, что парламент не имеет права облагать колонии налогами. Протесты колонистов привели к отставке премьер-министра Джона Гренвиля. Однако, не имея возможности полностью закрыть глаза на произошедшие события, британский Парламент в 1766 году издал Акт об Американских колониях (Declaratory Act), в которых закрепил свое право управлять колониями в любых вопросах и обстоятельствах и своё верховенство над колониальной администрацией.

## Наследие
Конгресс Гербового акта, как правило, считают одним из первых организованных объединённых политических действий в ходе Американской революции, хотя далеко не все его члены были заинтересованы в независимости колоний от Великобритании. Несмотря на значительные расхождения в политических взглядах между Тринадцатью колониями, недовольство жесткими мерами Парламента в ответ на Бостонское чаепитие 1773 года в виде Невыносимых законов повлекло за собой организацию Первого Континентального конгресса, объединившим колонии в едином политическом протесте. Новая Шотландия и Квебек, имевшие лишь умеренную оппозицию к Акту о Гербовом сборе, продолжили свою политическую линию и остались верными короне в ходе Войны за независимость США.
Большая часть официальных протоколов Конгресса не сохранилась. Копия протокола из личных бумаг Сизара Родни находится в библиотеке Университета Роуэна в Глассборо, штат Нью-Джерси, вторая копия сохранилась в государственном архиве Коннектикута. В несколько видоизмененном виде сохранилась копия, отправленная Конгрессом в Мэриленд. Хотя оригинал был утрачен, текст был вписан в протоколы законодательного собрания Мэриленда и напечатан в 1766 году. Фрагментарность самих сохранившихся текстов и несовпадения между ними не позволяют говорить с уверенностью, что хотя бы один из них точно и полно воспроизводит официальный протокол Конгресса.

## Список делегатов
| Делегаты          | Колонии        | Примечания |
| ----------------- | -------------- | --- |
| Уильям Байард     | Нью-Йорк       | Состоятельный торговец из Нью-Йорка, 38 лет. В начале Войны за независимость США примкнул к лоялистам, набрав отряд для британской армии. Его земли впоследствии были конфискованы, а сам он умер в Англии в 1804 году. |
| Джозеф Борден     | Нью-Джерси     | Торговец и крупный землевладелец, 46 лет. Считался одним из богатейших людей в Нью-Джерси. |
| Меткалф Боулер    | Род-Айленд     | Фермер и торговец родом из Лондона, 39 лет. Публично поддерживал революцию, однако в XX веке стало известно, что он был британским шпионом во время Войны за независимость. |
| Джордж Брайан     | Пенсильвания   | Ирландский эмигрант и предприниматель из Филадельфии, 34 года. Впоследствии работал в Верховном Суде Пенсильвании. |
| Джон Крюгер       | Нью-Йорк       | Мэр города Нью-Йорк, 55 лет. Занимал многие должности в государственных учреждениях. |
| Джон Дикинсон     | Пенсильвания   | Адвокат и политик из Пенсильвании, 33 года. Происходил из состоятельной семьи и активно участвовал в политической жизни колонии. Впоследствии стал одним из отцов-основателей США, автором широко известных «Писем пенсильванского фермера», одним из составителей Статей Конфедерации. Входил в состав подписавших Декларацию независимости США. |
| Элифалет Дайер    | Коннектикут    | Адвокат и торговец земельными участками, 44 года. Работал судьей в Коннектикуте, дослужившись до верховного судьи штата после объявления независимости. Делегат Континентального конгресса. |
| Хендрик Фишер     | Нью-Джерси     | Проповедник и успешный фермер из Баунд Брука, эмигрант из Курпфальца (современная Германия) (возраст точно неизвестен, предположительно 60 лет). На протяжении многих лет был представителем округа Сомерсет в законодательном собрании Нью-Джерси.                                                                                               |
| Кристофер Гадсден | Южная Каролина | Богатый торговец и плантатор, 41 год. Был видным участником организации Сыны свободы в Южной Каролине, позже служил в Континентальной армии. |
| Уильям Джонсон    | Коннектикут    | Адвокат, 38 лет. Впоследствии делегат от Коннектикута на Филадельфийском Конвенте. |
| Леонард Лиспенард | Нью-Йорк       | Состоятельный торговец из Нью-Йорка, 49 лет. Впоследствии лидер нью-йоркской ячейки Сынов свободы. |
| Филипп Ливингстон | Нью-Йорк       | Успешный предприниматель и политик из Нью-Йорка, выходец из влиятельной семьи Ливингстонов, 49 лет. Поддерживал революцию в ходе Войны за независимость. Двоюродный брат другого делегата Конгресса — Роберта Ливингстона. |
| Роберт Ливингстон | Нью-Йорк       | Крупный землевладелец и судья нью-йоркского Верховного Суда, 47 лет. Двоюродный брат делегата Конгресса Филиппа Ливингстона. Скончался в 1775 году. |
| Томас Линч        | Южная Каролина | Крупный плантатор, 38 лет. Оказывал активную поддержку Американской революции и борьбе за независимость, однако скончался в 1776 году. |
| Томас Маккин      | Делавэр        | Юрист и судья из Нью-Касла, 31 год. Впоследствии был избран делегатом Континентального Конгресса и публично отстаивал идею независимости колоний. Один из составителей Статей Конфедерации. |
| Джон Мортон       | Пенсильвания   | Состоятельный фермер и землемер, 41 год. Впоследствии был избран делегатом Континентального Конгресса и находился в составе подписавших Декларацию независимости. |
| Уильям Мёрдок     | Мэриленд       | Крупный землевладелец, 55 лет. Шериф округа Принс-Джорджес. Скончался в 1769 году. |
| Роберт Огден      | Нью-Джерси     | Крупный землевладелец и спикер законодательного собрания Нью-Джерси, 49 лет. Один из двух делегатов, отказавшихся подписать Декларацию прав и причиненных несправедливостей и другие документы Конгресса. |
| Джеймс Отис       | Массачусетс    | Юрист и политик, 40 лет. Происходил из семьи, долгое время находившейся в политической конфронтации с семьей лейтенант-губернатора Массачусетса Томаса Хатчинсона. Широко известен благодаря популяризации слогана «нет налогам без представительства» в ответ на введения новых налогов Парламентом.                                             |
| Оливер Пертридж   | Массачусетс    | Юрист, член законодательного собрания, крупный землевладелец и офицер ополчения из Западного Массачусетса, 53 года. Лоялист. Не принимал участия в Войне за независимость, что позволило ему сохранить свои земли и статус. |
| Томас Рингольд    | Мэриленд       | Крупный землевладелец и торговец Восточного Побережья Мэриленда, 50 лет. Скончался в 1772 году. |
| Сизар Родни       | Делавэр        | Землевладелец, политик и офицер ополчения округа Кент, 37 лет. Во время Войны за независимость участвовал в подавлении лоялистов в Делавэре. Входил в состав подписавших Декларацию независимости, впоследствии был избран губернатором штата Делавэр (1778—1781).                                                                                |
| Дэвид Роуленд     | Коннектикут    | Юрист и судья города Фэрфилд, 51 год. Скончался в 1768 году. |
| Тимоти Рагглс     | Массачусетс    | Юрист и общественный деятель, 54 года. Консерватор и лоялист. В начале Войны за независимость покинул Бостон и переехал в Новую Шотландию. |
| Джон Ратледж      | Южная Каролина | Адвокат, 26 лет (самый молодой делегат Конгресса). Поддерживал идею независимости США. Впоследствии был дважды назначен на должности в Верховном Суде Соединенных Штатов (помощником судьи в 1791 году и верховным судьей в 1795 году). |
| Эдвард Тилгман    | Мэриленд       | Общественный деятель и выходец из влиятельной семьи из Мэриленда, 54 года. Лидер движения против назначения губернаторов из числа владельцев королевских хартий, впоследствии спикер законодательного собрания. |
| Генри Уорд        | Род-Айленд     | Выходец из богатой и влиятельной семьи, брат губернатора Род-Айленда Сэмюела Уорда, 33 года. Поддерживал идею независимости колоний. |
| Источник          |                | |

Джейкоб Коллок также был избранным делегатом от Делавэра. Известно, что он отправился в Нью-Йорк, однако в официальном протоколе не сохранилось никаких сведений о его участии в заседаниях Конгресса. Джозеф Фокс, спикер законодательного собрания Пенсильвании, также был избран делегатом Конгресса, но принял решение не участвовать, так как неотложные дела требовали его присутствия в Пенсильвании.